# Comedy Central Extra
Comedy Central Extra este un canal european de televiziune, deținut de Paramount Global, lansat în Regatul Unit și Irlanda în 2003. O versiune olandeză a fost lansată în 2011. În 2012 au fost lansate versiuni ale Comedy Central Extra în Bosnia și Herțegovina, Croația, Macedonia de Nord, Muntenegru, Serbia și Slovenia. Alte versiuni au fost lansate în 2013 în România (unde a fost înlocuită ulterior cu Comedy Central) și Bulgaria, în 2014 în Cehia, Slovacia și Ungaria și în 2016 în Albania.
Comedy Central Extra a oferit telespectatorilor, în general, programe de comedie, atât originale cât și reluate de la alte televiziuni.
În România, Comedy Central Extra a fost lansat la 26 martie 2013 și a emis până pe 20 septembrie 2016, când a fost înlocuit cu Comedy Central.